# Bradford Dillman
Bradford Lee Dillman, född 14 april 1930 i San Francisco, Kalifornien, död 16 januari 2018 i Santa Barbara, Kalifornien, var en amerikansk skådespelare.

## Utmärkelser
Dillman vann pris som Bästa manliga skådespelare vid filmfestivalen i Cannes 1959 för Brottslig drift.

## Roller i urval
- 1959 – Brottslig drift
- 1960 – Drama i spegel
- 1960 – 20 sekunder från döden
- 1961 – Fallet Temple Drake
- 1961 – Mannen från Assisi
- 1963 – Alfred Hitchcock presenterar (TV-serie)
- 1969 – Bron vid Remagen
- 1970 – Brottsplats: San Francisco (TV-serie)
- 1970 – Galningar på krigsstigen
- 1971 – Flykten från apornas planet
- 1971 – Främling i egen stad
- 1973 – Iceman Cometh
- 1973 – Våra bästa år
- 1973 – McCloud (TV-serie)
- 1974 – Fladdermössen
- 1974 – Gold
- 1976 – Hårdingen
- 1978 – Katastrofplats Houston
- 1978 – Piraya
- 1979 – Familjen Macahan (TV-serie)
- 1979 – Livsfarligt uppdrag
- 1982–1983 – Maktkamp på Falcon Crest (TV-serie)
- 1983 – Sudden Impact
- 1984 – Dynastin (TV-serie)
- 1992 – The Heart of Justice (TV-film)